# Hymenaea courbaril
Hymenaea courbaril är en ärtväxtart som beskrevs av Carl von Linné. Hymenaea courbaril ingår i släktet Hymenaea och familjen ärtväxter.

## Underarter
Arten delas in i följande underarter:
- H. c. altissima
- H. c. courbaril
- H. c. longifolia
- H. c. stilbocarpa
- H. c. subsessilis
- H. c. villosa

## Bildgalleri

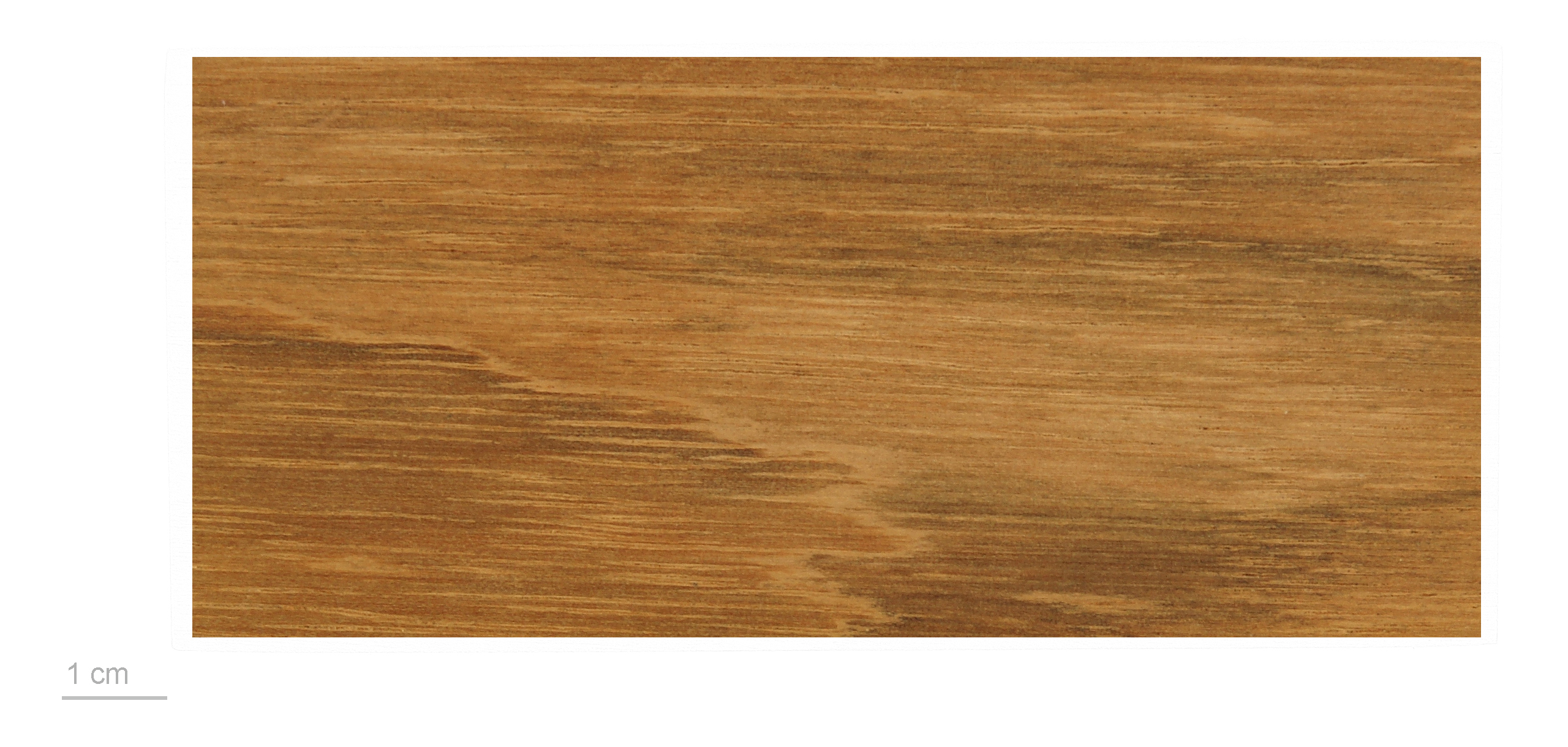
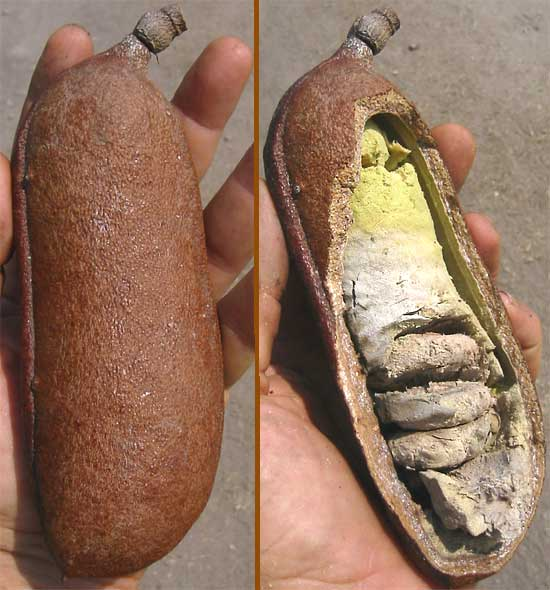
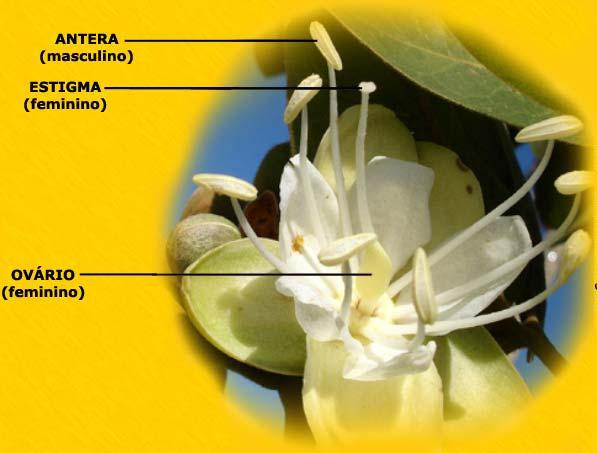
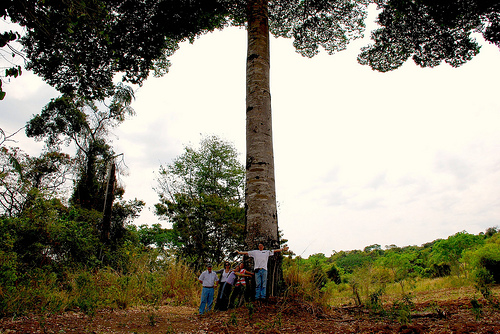
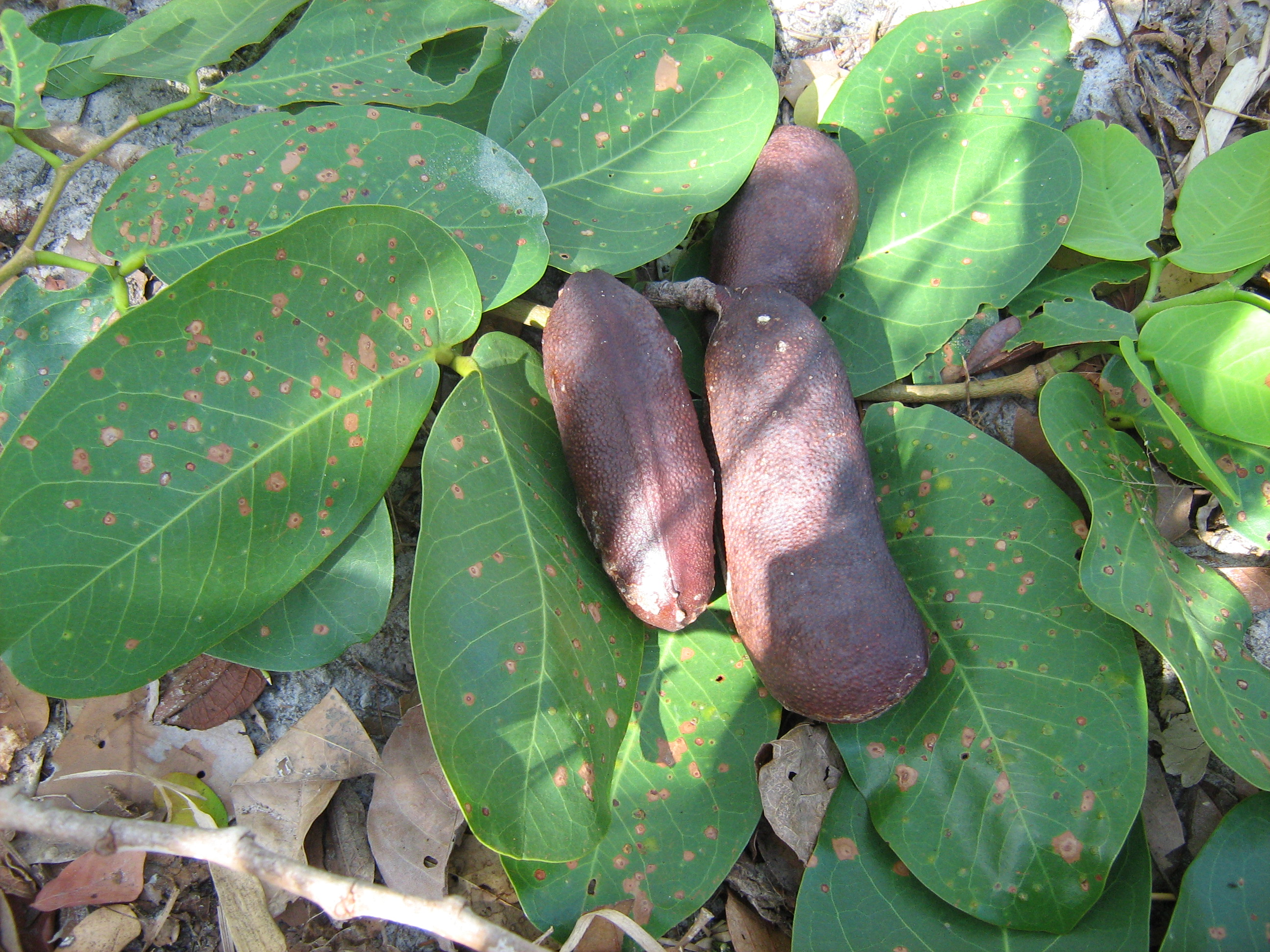
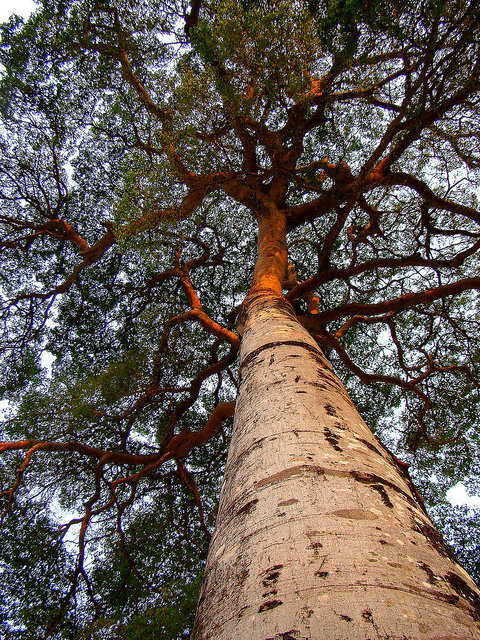